# ガールズ★レボリューション
『ガールズ★レボリューション』（Girls' Revolution）は、松りんこ・著、和泉つばす・画の百合を題材としたライトノベル。新風舎・Jam Plusノベルズより2006年6月25日に刊行された。
また2007年7月27日には米国のセブンシーズ・エンターテインメントより英語版が発売されている。

## あらすじ
内容（「BOOK」データベースより）。
関東でも有名な私立聖ブランカ女子学園に外部編入した香月千帆は入寮の儀式、持ち物チェックでひっかかり編入早々反省室へ直行。そこで持たされた寮則本には信じられない規則がびっしり。落ちこむ千帆だったが、同室の今岡理子の助言から、徐々に学園に慣れていく。さりげなくフォローしてくれる理子に、千帆は友情以上の感情を抱き始めて…。

## 登場人物
香月 千帆
今岡 理子

## 書誌情報
- 2006年6月25日初版 ISBN 4289007988
- 2009年10月電子書籍配信開始（配信元　ヴェルヴェット・ポゥ）
- 2012年10月amazon Kindle版 電子書籍配信開始